# Witold Tomorowicz

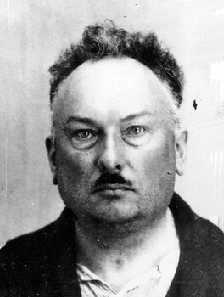
Witold Tomorowicz po aresztowaniu przez NKWD 1937

Witold Tomorowicz pseud. Turkowski, A. Sanocki, Andrzej, Słoń, Gruby (ur. 15 października 1893 w Zamościu, zm. 26 października 1937 w Moskwie) – działacz komunistyczny. Z wykształcenia prawnik. 1913-1914 członek organizacji młodzieżowej "Spójnia". Od 1914 członek SDKPiL, od 1918 - KPP. Działacz zagłębiowskiej i lubelskiej Rady Delegatów Robotniczych. W latach 1927–1930 członek Komitetu Centralnego KPP. Kilkakrotnie aresztowany za działalność komunistyczną. Popularyzator marksizmu, współorganizator tzw. uniwersytetu komunistycznego w komunach więziennych. Od 1933 mieszkał w ZSRR. 
Podczas wielkiej czystki, 22 sierpnia 1937 aresztowany przez NKWD. 26 października 1937 skazany na śmierć przez Kolegium Wojskowe Sądu Najwyższego ZSRR za udział w "organizacji szpiegowsko-terrorystyczno-dywersyjnej" i tego samego dnia stracony. Skremowany na Cmentarzu Dońskim w Moskwie i tam też anonimowo pochowany. Został zrehabilitowany 7 maja 1955 roku przez Kolegium Wojskowe SN ZSRR.
Brat Jerzego Tomorowicza.